# Trentola-Ducenta
 Trentola-Ducenta  község (comune) Olaszország Campania régiójában, Caserta megyében.

## Fekvése
A megye déli részén fekszik, Nápolytól 20  km-re északnyugatra, Caserta városától 15 km-re délnyugati irányban. Határai: Aversa, Villa Literno, Casapesenna, Giugliano in Campania, Lusciano, Parete és San Marcellino.

## Története
Két település egyesítésével jött létre 1929-ben. Trentolát valószínűleg a középkor elején alapították Aversa grófjai, míg Ducenta első említése a 10. századból származik, mint a capuai hercegek egyik birtoka. A következő századokban nemesi birtok volt. A 19. században nyerte el önállóságát, amikor a Nápolyi Királyságban felszámolták a feudalizmust.

## Népessége
A népesség számának alakulása:

## Főbb látnivalói
- Palazzo Marchesale Folgori
- San Michele Arcangelo-templom
- San Giorgio Martire-templom
- Madonna di Pompei-templom
- Volto Santo-templom